# ليوني أبو
كانت واسيس هورتنيز ليوني أبو (بالإنجليزية: Wassis Hortense Léonie Abo)‏ (من مواليد 1945) ناشطة أثناء ثورة كويلو، كما كانت كاتبة وزوجة الزعيم الشيوعي المُتمرد بيري موليل.

## حياتها
وُلدت ليوني أبو في عام 1945 في مكان يدعى مالونجو في الكونغو البلجيكية. تم تربيتها علي يد أبوين تبنيّاها عندما تُوفيت والدتها وهي تلدها. , نتيجةً لهذا، سُميت باسم «أبو»، والذي يعني «الحزن» في لغة البامبوندا. كانت أبو شاهدةً عل والدها بالتبني وهو يضرب زوجته بالعصا لسنوات والذي أسفر في إحدى المرات عن كسر ذراعها. التحقت أبو بالمدرسة في سن السابعة ثم انتقلت إلى مدرسة تبشيرية في التاسعة. عملت أبو كقابلة في سن مبكر وكانت في سن الرابعة عشرة تشرف على الولادة.
دخلت في زواج مُدبّر في غاسبار مومبتو في سبتمبر 1959. أُخبرت أبو عن إغراءات الجسد من قِبًل الراهبات الذين تلقنوها واعتقدت أن ليلة زفافها ستكون مليئة بالألم والدم. انتهى زواجها بعد يونيو 1962 عندما أخذها زوجها ومحبوبها المحتملين إلى المحكمة. تم إرسالها إلى السجن لمدة شهر. تم خداع أبو للانضمام إلى مجموعة من المتمردين من قبل أشقائها. في يناير 1964 كانت لا تزال جزءًا من تلك المجموعة عندما ارتقت كجزء من تمرد سيمبا ضد الحكومة.
تزوجت أبو من المتمرد بيري موليل وقضوا خمس سنوات جنبًا إلى جنب مع رجال حرب العصابات الموالية لموليل. عوملت أبو باحترام غير متناسب بسبب زوجها. شعرت بخيبة أمل عندما أخذ زوجها زوجة أخرى وخطط للزواج بثالثة. وفي عام 1968 بعد اغتيال زوجها، هربت أبو إلى الكونغو البلجيكية لأنها كانت تخشى على حياتها. بذلت أبو جهدًا كبيرًا لتسجيل أعمالها الخاصة هي وبيير موليلي. يحكي الكتاب البلجيكي امرأة كونغولية Une Femme du Congo، من تأليف لودو مارتينز Ludo Martens، قصة حياة أبو.